# نجد بورغ
نجد بورغ الجبلي هو كتلة جبلية، يبلغ طوله حوالي 50 كيلومترًا (30 ميلًا)، وتتجاوز قممه 2700 متر (8900 قدم)، ويقع على طول الجانب الشمالي الغربي من هضبة بينك في أرض الملكة مود، شرق القارة القطبية الجنوبية. أعلى قمة فيه، بارتفاع 2727 مترًا (8947 قدمًا)، هي جبل هوغسايتيت.
يتجه وادي راودبيرغ المتوازي المليء بالجليد ووادي فروستلينديت نحو الشمال الشرقي عبر الكتلة الجبلية، مما يؤدي إلى تقسيم قممها إلى ثلاث مجموعات صلبة.